# Шумячский район
Шумячский район — административно-территориальная единица (район) и муниципальное образование (муниципальный район) на юго-западе Смоленской области России.
Административный центр — посёлок городского типа Шумячи.

## География
Территориально район граничит: на северо-востоке с Починковским, на северо-западе с Хиславичским, на юго-востоке с Ершичским, на востоке с Рославльским районами Смоленской области. На юге и западе район граничит с Беларусью. Площадь территории — 1367,71 км².
Район расположен на Остёрской и Ипутьской равнинах. Почвы в районе дерново-средне и слабоподзолистые. Леса занимают 40,6 % территории, в основном сосновые.
Крупные реки: Остёр, Сож, Шумячка.

## История
Впервые создан в состав новообразованного Могилёвского округа в 1929 году из частей территорий бывшего Климовичского и Мстиславльского уездов Могилёвской губернии и Рославльского уезда Смоленской губернии. 1 октября 1929 года Шумячский район вошёл в состав новообразованного  Рославльского округа новообразованной Западной области РСФСР. Округ упразднён в июле 1930 года, как и большинство округов СССР. Постановлением ЦИК СССР № 300 от 27 сентября 1937 года Западная область была упразднена и Шумячский район вошёл в состав новообразованной Смоленской области.

## Население
| 2002   | 2009    | 2010    | 2011    | 2012    | 2013    | 2014    | 2015  | 2016  |
| ------ | ------- | ------- | ------- | ------- | ------- | ------- | ----- | ----- |
| 14 032 | ↘11 643 | ↘10 897 | ↘10 627 | ↘10 342 | ↘10 208 | ↘10 031 | ↘9909 | ↘9759 |
| 2017   | 2018    | 2019    | 2020    | 2021    | 2024    |         |       |       |
| ↘9608  | ↘9375   | ↘9104   | ↘8973   | ↘8545   | ↘7974   |         |       |       |

### Урбанизация
В городских условиях (пгт Шумячи) — проживают 37,56 % населения района.

### Национальный состав
По итогам переписи населения 2020 года проживали следующие национальности (национальности менее 0,1 % и другое, см. в сноске к строке «Другие»):
| Национальность | Численность, чел. | Доля     |
| -------------- | ----------------- | -------- |
| Русские        | 8173              | 95,65 %  |
| Белорусы       | 66                | 0,77 %   |
| Украинцы       | 35                | 0,41 %   |
| Таджики        | 17                | 0,20 %   |
| Молдаване      | 10                | 0,12 %   |
| Другие         | 244               | 2,85 %   |
| Итого          | 8545              | 100,00 % |

## Муниципально-территориальное устройство
В муниципальный район входят 8 муниципальных образований, в том числе 1 городское поселение и 7 сельских поселений:
| № | Муниципальное образование         | Административный центр | Количество населённых пунктов | Население (чел.) | Площадь (км²) |
| - | --------------------------------- | ---------------------- | ----------------------------- | ---------------- | ------------- |
| 1 | Шумячское городское поселение     | пгт Шумячи             | 1                             | ↘2995            | 7,31          |
| 2 | Надейковичское сельское поселение | деревня Надейковичи    | 20                            | ↗493             | 207,30        |
| 3 | Озёрное сельское поселение        | деревня Озёрная        | 37                            | ↘813             | 217,14        |
| 4 | Первомайское сельское поселение   | село Первомайский      | 13                            | ↗1633            | 279,49        |
| 5 | Понятовское сельское поселение    | станция Понятовка      | 17                            | ↗846             | 139,44        |
| 6 | Руссковское сельское поселение    | село Русское           | 21                            | ↘577             | 136,09        |
| 7 | Снегирёвское сельское поселение   | деревня Снегирёвка     | 22                            | ↘641             | 233,00        |
| 8 | Студенецкое сельское поселение    | деревня Студенец       | 9                             | ↗349             | 149,85        |

## Населённые пункты
В Шумячском районе 140 населённых пунктов, в том числе посёлок городского типа и 139 сельских населённых пунктов.
| №   | Населённый пункт    | Тип     | Население | Муниципальное образование         |
| --- | ------------------- | ------- | --------- | --------------------------------- |
| 1   | Шумячи              | пгт     | ↘2995     | Шумячское городское поселение     |
| 2   | Авдепо              | деревня | 0         | Руссковское сельское поселение    |
| 3   | Бабичевка           | деревня | 14        | Студенецкое сельское поселение    |
| 4   | Балахоновка         | деревня | 130       | Снегирёвское сельское поселение   |
| 5   | Бедня               | деревня | 0         | Надейковичское сельское поселение |
| 6   | Богачево            | деревня | 0         | Озёрное сельское поселение        |
| 7   | Богдановка          | деревня | 0         | Озёрное сельское поселение        |
| 8   | Большая Буда        | деревня | 11        | Руссковское сельское поселение    |
| 9   | Большая Игнатовка   | деревня | 0         | Первомайское сельское поселение   |
| 10  | Брозданы            | деревня | 0         | Руссковское сельское поселение    |
| 11  | Буда                | деревня | 3         | Озёрное сельское поселение        |
| 12  | Будище              | деревня | 1         | Руссковское сельское поселение    |
| 13  | Бычки               | деревня | 3         | Понятовское сельское поселение    |
| 14  | Вежники             | деревня | 0         | Первомайское сельское поселение   |
| 15  | Веремьев            | деревня | 0         | Снегирёвское сельское поселение   |
| 16  | Вигурина Поляна     | деревня | 5         | Студенецкое сельское поселение    |
| 17  | Власково            | деревня | 0         | Первомайское сельское поселение   |
| 18  | Ворошиловка         | деревня | 108       | Озёрное сельское поселение        |
| 19  | Галеевка            | деревня | 35        | Надейковичское сельское поселение |
| 20  | Гераськовка         | деревня | 20        | Первомайское сельское поселение   |
| 21  | Глуменка            | деревня | 22        | Снегирёвское сельское поселение   |
| 22  | Глушково            | деревня | 0         | Понятовское сельское поселение    |
| 23  | Глушково            | село    | 3         | Понятовское сельское поселение    |
| 24  | Гневково            | деревня | 178       | Озёрное сельское поселение        |
| 25  | Городец             | деревня | 106       | Озёрное сельское поселение        |
| 26  | Гостинка            | деревня | 8         | Надейковичское сельское поселение |
| 27  | Днесино             | деревня | 45        | Снегирёвское сельское поселение   |
| 28  | Дорожковка          | деревня | 0         | Надейковичское сельское поселение |
| 29  | Дружба              | деревня | 4         | Надейковичское сельское поселение |
| 30  | Дубовица            | деревня | 27        | Озёрное сельское поселение        |
| 31  | Дубовицкие Навины   | деревня | 0         | Озёрное сельское поселение        |
| 32  | Дубовичка           | деревня | 3         | Понятовское сельское поселение    |
| 33  | Дубровка            | деревня | 0         | Надейковичское сельское поселение |
| 34  | Дубровка            | деревня | 106       | Первомайское сельское поселение   |
| 35  | Дунаевщина          | деревня | 6         | Понятовское сельское поселение    |
| 36  | Загустино           | деревня | 15        | Руссковское сельское поселение    |
| 37  | Займище             | посёлок | 7         | Озёрное сельское поселение        |
| 38  | Зверинка            | деревня | 34        | Озёрное сельское поселение        |
| 39  | Зимницы             | деревня | 0         | Понятовское сельское поселение    |
| 40  | Зимонино            | деревня | 260       | Надейковичское сельское поселение |
| 41  | Зубова Буда         | деревня | 2         | Понятовское сельское поселение    |
| 42  | Иванов Стан         | деревня | 8         | Снегирёвское сельское поселение   |
| 43  | Иловня              | деревня | 8         | Снегирёвское сельское поселение   |
| 44  | Ильинка             | деревня | 0         | Снегирёвское сельское поселение   |
| 45  | Иолово              | деревня | 12        | Руссковское сельское поселение    |
| 46  | Иоргиново           | деревня | 2         | Снегирёвское сельское поселение   |
| 47  | Кирякинка           | деревня | 36        | Озёрное сельское поселение        |
| 48  | Комаровичи          | деревня | 7         | Студенецкое сельское поселение    |
| 49  | Комиссаровка        | деревня | 13        | Снегирёвское сельское поселение   |
| 50  | Короблево           | деревня | 0         | Надейковичское сельское поселение |
| 51  | Королишки           | деревня | 0         | Надейковичское сельское поселение |
| 52  | Косачевка           | деревня | 0         | Руссковское сельское поселение    |
| 53  | Костюковка          | деревня | 0         | Руссковское сельское поселение    |
| 54  | Котовка             | деревня | 0         | Руссковское сельское поселение    |
| 55  | Краснополье         | деревня | 97        | Понятовское сельское поселение    |
| 56  | Криволес            | деревня | 206       | Озёрное сельское поселение        |
| 57  | Круторовка          | деревня | 24        | Студенецкое сельское поселение    |
| 58  | Крутояки            | деревня | 6         | Первомайское сельское поселение   |
| 59  | Крымки              | деревня | 0         | Озёрное сельское поселение        |
| 60  | Курганово           | деревня | 3         | Надейковичское сельское поселение |
| 61  | Курцево             | деревня | 0         | Озёрное сельское поселение        |
| 62  | Липовка             | деревня | 2         | Понятовское сельское поселение    |
| 63  | Локотец             | деревня | 11        | Озёрное сельское поселение        |
| 64  | Лысовка             | деревня | 1         | Озёрное сельское поселение        |
| 65  | Ляховичи            | деревня | 6         | Надейковичское сельское поселение |
| 66  | Малая Игнатовка     | деревня | 2         | Первомайское сельское поселение   |
| 67  | Малеевка            | деревня | 26        | Снегирёвское сельское поселение   |
| 68  | Масловка            | деревня | 0         | Озёрное сельское поселение        |
| 69  | Микуличи            | деревня | 3         | Руссковское сельское поселение    |
| 70  | Мостище             | деревня | 0         | Руссковское сельское поселение    |
| 71  | Навины              | деревня | 3         | Озёрное сельское поселение        |
| 72  | Надейковичи         | деревня | 227       | Надейковичское сельское поселение |
| 73  | Незабудкино         | деревня | 0         | Озёрное сельское поселение        |
| 74  | Новое Заселье       | деревня | 64        | Снегирёвское сельское поселение   |
| 75  | Новый Стан          | деревня | 18        | Понятовское сельское поселение    |
| 76  | Ожеги               | деревня | 59        | Снегирёвское сельское поселение   |
| 77  | Озёрная             | деревня | 259       | Озёрное сельское поселение        |
| 78  | Орловка             | деревня | 0         | Снегирёвское сельское поселение   |
| 79  | Осетище             | деревня | 9         | Студенецкое сельское поселение    |
| 80  | Осово-1             | деревня | 10        | Понятовское сельское поселение    |
| 81  | Осово-2             | деревня | 0         | Понятовское сельское поселение    |
| 82  | Палом               | деревня | 0         | Снегирёвское сельское поселение   |
| 83  | Первомайский        | село    | 1765      | Первомайское сельское поселение   |
| 84  | Песчанка            | деревня | 15        | Озёрное сельское поселение        |
| 85  | Петровичи           | деревня | 40        | Руссковское сельское поселение    |
| 86  | Петуховка           | деревня | 15        | Снегирёвское сельское поселение   |
| 87  | Пнево               | деревня | 2         | Надейковичское сельское поселение |
| 88  | Погорелово          | деревня | 6         | Озёрное сельское поселение        |
| 89  | Погуляевка          | деревня | 9         | Снегирёвское сельское поселение   |
| 90  | Пожарь              | деревня | 1         | Понятовское сельское поселение    |
| 91  | Пожога              | деревня | 1         | Озёрное сельское поселение        |
| 92  | Полицкое            | деревня | 207       | Руссковское сельское поселение    |
| 93  | Полохово            | деревня | 14        | Надейковичское сельское поселение |
| 94  | Полушкино           | деревня | 0         | Озёрное сельское поселение        |
| 95  | Понятовка           | деревня | 163       | Понятовское сельское поселение    |
| 96  | Понятовка           | станция | 411       | Понятовское сельское поселение    |
| 97  | Поповка             | деревня | 4         | Первомайское сельское поселение   |
| 98  | Поповка             | деревня | 2         | Снегирёвское сельское поселение   |
| 99  | Поташ               | деревня | 12        | Руссковское сельское поселение    |
| 100 | Починичи            | деревня | 169       | Снегирёвское сельское поселение   |
| 101 | Просковино          | деревня | 0         | Озёрное сельское поселение        |
| 102 | Прудо-Поляна        | деревня | 0         | Студенецкое сельское поселение    |
| 103 | Прудок              | деревня | 9         | Озёрное сельское поселение        |
| 104 | Пустосел            | деревня | 34        | Озёрное сельское поселение        |
| 105 | Рахутино            | деревня | 0         | Руссковское сельское поселение    |
| 106 | Русское             | село    | 2         | Руссковское сельское поселение    |
| 107 | Рязаново-Азенчеево  | деревня | 0         | Озёрное сельское поселение        |
| 108 | Рязаново-Ворошилово | деревня | 17        | Озёрное сельское поселение        |
| 109 | Рязаново-Село       | деревня | 0         | Озёрное сельское поселение        |
| 110 | Савочкина Паломь    | деревня | 41        | Понятовское сельское поселение    |
| 111 | Самолюбово          | деревня | 0         | Озёрное сельское поселение        |
| 112 | Селюты              | деревня | 458       | Руссковское сельское поселение    |
| 113 | Сергеевка           | деревня | 18        | Надейковичское сельское поселение |
| 114 | Серковка            | деревня | 3         | Озёрное сельское поселение        |
| 115 | Серый Камень        | деревня | 0         | Озёрное сельское поселение        |
| 116 | Слобода             | деревня | 24        | Первомайское сельское поселение   |
| 117 | Снегирёвка          | деревня | 250       | Снегирёвское сельское поселение   |
| 118 | Соколянка           | деревня | 4         | Студенецкое сельское поселение    |
| 119 | Старое Заселье      | деревня | 2         | Снегирёвское сельское поселение   |
| 120 | Старшевка           | деревня | 0         | Озёрное сельское поселение        |
| 121 | Стрекайлово         | деревня | 21        | Понятовское сельское поселение    |
| 122 | Студенец            | деревня | 316       | Студенецкое сельское поселение    |
| 123 | Теклевка            | деревня | 6         | Руссковское сельское поселение    |
| 124 | Титовка             | деревня | 0         | Студенецкое сельское поселение    |
| 125 | Тихиль              | деревня | 20        | Надейковичское сельское поселение |
| 126 | Тишковка            | деревня | 0         | Озёрное сельское поселение        |
| 127 | Халиповка           | деревня | 7         | Снегирёвское сельское поселение   |
| 128 | Ховратовка          | деревня | 0         | Руссковское сельское поселение    |
| 129 | Холмы               | деревня | 0         | Надейковичское сельское поселение |
| 130 | Хоронево            | деревня | 7         | Руссковское сельское поселение    |
| 131 | Хоронево            | село    | 21        | Руссковское сельское поселение    |
| 132 | Чернатка            | деревня | 9         | Первомайское сельское поселение   |
| 133 | Шибнево             | деревня | 16        | Первомайское сельское поселение   |
| 134 | Шумовка             | деревня | 39        | Озёрное сельское поселение        |
| 135 | Шумовка             | посёлок | 18        | Озёрное сельское поселение        |
| 136 | Щемиловка           | деревня | 0         | Первомайское сельское поселение   |
| 137 | Явкино              | деревня | 22        | Надейковичское сельское поселение |
| 138 | Яновка              | деревня | 0         | Надейковичское сельское поселение |
| 139 | Яново               | деревня | 8         | Снегирёвское сельское поселение   |
| 140 | Яченье              | деревня | 0         | Надейковичское сельское поселение |

## Экономика
В районе имеются месторождения лёгкоплавких глин категории «А» для выпуска кирпича марки 150—200, выработка при изготовлении 15 млн шт. в год — через 70 лет.
Сельское хозяйство специализируется на молочно-мясном животноводстве и зерноводстве, льноводстве, выращивании картофеля. Промышленность: Первомайский стекольный завод (основан в 1879 году), хлебокомбинат.

## Транспорт
Автодорога А130 «Москва—Варшава» (Варшавское шоссе). Железная дорога «Рославль—Могилёв».

## Достопримечательности и культура
- В районе находятся 494 кургана (по берегам рек).
- Памятник природы местного значения — роща карельской берёзы возле деревни Вигурина Поляна.
- В деревне Дубовицы полуразрушенная церковь конца 19 — начала 20 веков, стилизованная под XVIII век.

## СМИ
- Районная газета «За урожай».

## Образование
В районе имеется 18 школ и 9 дошкольных учреждений.

## Люди, связанные с районом

### Известные личности
- Азимов, Айзек — писатель (деревня Петровичи)
- Гончаров, Демьян Ильич (1896—19??) — командир  158-й стрелковой Лиозненско-Витебская дважды Краснознамённой ордена Суворова дивизии  (деревня Дубровка)
- Каравацкий, Афанасий Зиновьевич — командир 3-го Бобруйско-Берлинского ордена Суворова бомбардировочного авиационного корпуса (село Карниловка)
- Сударьков, Николай Максимович — полный кавалер ордена Славы (село Первоймайский)
- Тимошков, Сергей Прокофьевич — командир корпуса (деревня Зимницы)
- Шурпин, Фёдор Саввич — художник (деревня Кирякинка)

### Герои Советского Союза
- Ватагин, Александр Иванович (деревня Осетище)
- Гоманков, Иван Прокофьевич (деревня Явкино)
- Платонов, Николай Евтихиевич (деревня Антоновка)
- Романов, Иван Петрович (деревня Гневково)
- Шурпенко Дмитрий Васильевич (посёлок Шумячи)
- Явенков, Евгений Герасимович (деревня Зимонино)
- Яковлев, Пётр Афанасьевич (деревня Титовка)

### Герои Социалистического Труда
- Акимова, Клавдия Ивановна (деревня Снегирёвка)
- Верещагин, Вячеслав Никифорович (деревня Хутынцы)
- Даниленко, Нина Федоровна (деревня Ляховичи)
- Демиденко, Мария Никитична (деревня Дубровка)
- Ильина, Елена Никоновна (деревня Гостинка)
- Петрухина, Феона Ефимовна (деревня Дубовица)
- Федотов, Прокофий Михайлович (деревня Балахоновка)
- Юрген, Лидия Федоровна (село Первомайский)